# Forever (Chris-Brown-Lied)
Forever ist ein Lied des US-amerikanischen Musikers Chris Brown. Es erschien am 2. November 2007 als dritte Singleauskopplung aus dem Album Exclusive, ist jedoch nur auf der Exclusive: The Forever Edition zu finden. Nach der Veröffentlichung erreichte der Song Platz zwei in den Billboard Hot 100 und Position 20 in den deutschen Singlecharts.

## Hintergrund
Brown erklärte, dass Polow da Don im Studio Rhythmus kreiert und Brown gleichzeitig den Liedtext mitgeschrieben hätte. Da der Stil des Produzenten jedoch eher europäisch und von Techno und House geprägt gewesen ist, wollten die restlichen Beteiligten sich mehr in Richtung Popmusik bewegen.
Die veröffentlichte Version des Liedes entstand aus einem Werbespot für Doublemint-Kaugummi, welches von der Marke Firma The Wrigley Company hergestellt wird. Brown und sein Team verfassten die kürzere Version des Titels extra für diesen Werbespot und verlängerte und veränderte das Lied dann während einer Aufnahmesession in einem Tonstudio im Februar 2008. Die Aufnahmesession wurde von dem Kaugummihersteller bezahlt.
Das Lied sollte ursprünglich auf einem dritten Studioalbum von Brown erscheinen, Brown selbst allerdings sagte dazu, dass er noch nicht bereit gewesen sei, ein neues Album zu veröffentlichen. Zudem war sein Plattenlabel ursprünglich dagegen, den Titel als Single zu vertreiben. Der Song sei dann aber so „gut“ gewesen, dass man schließlich doch an einen geeigneten kommerziellen Erfolg glaubte.

## Musikvideo
Das Musikvideo wurde im April 2008 in Los Angeles gedreht, wobei Joseph Kahn, der 2009 auch die Videos zu Browns Liedern Crawl und I Can Transform Ya drehte, als Regisseur fungierte.
Das Video beginnt mit einer Szene, in der Brown in einem Club ankommt und Kaugummi kaut (eine Anspielung auf den Werbespot, für den das Lied ursprünglich geschrieben worden war). Er singt die erste Strophe des Titels, während die anderen Gäste des Clubs tanzen. Später verlässt er den Club, um seiner Angebeteten, gespielt von Megan Abrigo, zu folgen. Er tanzt weiterhin, als die beiden vor einer Wasserfontäne stehen.

## Rezeption

### Kritiken
Bill Lamb bewertete das Lied mit viereinhalb von fünf Sternen und war der Meinung, dass es bislang eines von Browns besten Liedern sei. Bei Billboard sagte man, dass der Song „wirklich ein Liebeslied ist, man durch die elektrisierende Produktion von Polow da Don aber auch den „Dancefloor entzünden“ kann“. Alex Fletcher der Website Digital Spy beschrieb das Hören des Titels als eine „angenehme Erfahrung ist, das Lied jedoch nie wirklich seine eigene Identität findet“.

### Auszeichnungen und Nominierungen
Das Lied und auch das dazugehörige Musikvideo erhielten einige Nominierungen und Auszeichnungen, so zum Beispiel bei den MTV Video Music Awards 2008. Bei dieser Preisverleihung war der Videoclip sowohl in den Kategorien „Best Dancing in a Video“ und „Best Choreography in a Video“ nominiert, wobei er jedoch beide Male leer ausging. In der Sparte „Video of the Year“ konnte Brown sich gegen seine Konkurrenten durchsetzen. Bei den Teen Choice Awards 2008 war der Titel in den Kategorien „Choice Summer Song“ und „Choice Music: R&B Track“ nominiert, wobei er in letztgenannter auch die Auszeichnung entgegennehmen durfte.

## Kommerzieller Erfolg

### Chartplatzierungen
Das Lied debütierte in den Billboard Hot 100 auf Platz neun, in der nächsten Woche fiel es dann bereits wieder aus der Top Ten. Nachdem zwischenzeitlich sogar aus den ersten 20 Plätzen der Charts gefallen war, erreichte es in seiner 15. Woche seine Höchstposition (hinter Katy Perrys I Kissed a Girl). In der darauffolgenden Woche verteidigte der Titel seine Platzierung, diesmal war er jedoch hinter Rihannas Disturbia platziert. In Großbritannien stieg der Song im Juni 2008 auf Rang 17 ein, im selben Monate erreichte er auch seine dortige Höchstplatzierung. In Deutschland erlangte die Single in der ersten Woche seine Höchstplatzierung, insgesamt hielt sie sich 16 Wochen in den Charts.
Bis November 2011 konnten rund 3.461.000 Einheiten des Liedes in den USA verkauft werden, womit der Song neben Look at Me Now (2011) und No Air (2008, Duett mit Jordin Sparks) die einzige Single von Brown ist, welche in den USA drei Millionen Mal verkauft worden ist.
| ChartsChartplatzierungen       | Höchstplatzierung | Wochen |
| ------------------------------ | ----------------- | ------ |
| Deutschland (GfK)              | 16 (20 Wo.)       | 20     |
| Österreich (Ö3)                | 31 (11 Wo.)       | 11     |
| Schweiz (IFPI)                 | 22 (16 Wo.)       | 16     |
| Vereinigte Staaten (Billboard) | 2 (33 Wo.)        | 33     |
| Vereinigtes Königreich (OCC)   | 4 (31 Wo.)        | 31     |

| ChartsJahrescharts (2008)      | Platzierung |
| ------------------------------ | ----------- |
| Vereinigte Staaten (Billboard) | 10          |
| Vereinigtes Königreich (OCC)   | 46          |

| ChartsJahrescharts (2000–2009) | Platzierung |
| ------------------------------ | ----------- |
| Vereinigte Staaten (Billboard) | 100         |

### Auszeichnungen für Musikverkäufe
| Land/Region                  | Auszeichnungen für Musikverkäufe (Land/Region, Auszeichnung, Verkäufe) | Verkäufe   |
| ---------------------------- | ---------------------------------------------------------------------- | ---------- |
| Australien (ARIA)            | 5× Platin                                                              | 350.000    |
| Dänemark (IFPI)              | Platin                                                                 | 90.000     |
| Neuseeland (RMNZ)            | 4× Platin                                                              | 120.000    |
| Norwegen (IFPI)              | 2× Platin                                                              | 20.000     |
| Vereinigte Staaten (RIAA)    | 8× Platin · + Gold (Mastertone)                                        | 6.500.000  |
| Vereinigtes Königreich (BPI) | 2× Platin                                                              | 1.200.000  |
| Insgesamt                    | 1× Gold · 22× Platin ·                                                 | 10.280.000 |

Hauptartikel: Chris Brown (Sänger)/Auszeichnungen für Musikverkäufe

## Mitwirkende Personen
- Gesang – Chris Brown, Keri Hilson (Background-Gesang)
- Songwriting – Christopher Brown, Jamal Jones, Brian Kennedy, Andre Merritt, Rob Allen
- Produzenten – Polow da Don, Brian Kennedy (Co-Produzent)
- Aufnahme – Jason Schweitzer („Village Studios“, Los Angeles), Doug Fenske („Westlake Audio“, Los Angeles)
- Abmischung – Phil Tan („Soapbox Studios“, Atlanta), Josh Houghkir (Assistent)
- Mastering – Chris Athens („Sterling Sound“, New York)

## Anderweitige Verwendung
- Im Juli 2009 wurde ein Video einer Hochzeit unter dem Titel JK Wedding Entrance Dance auf Youtube hochgeladen, bei der das Lied als Hochzeitsmarsch diente. In dem Clip ist zu sehen, wie das Brautpaar und die Gäste der Feier nacheinander zu dem Lied tanzen. Er erreichte eine große Popularität, dass Ehepaar wurde in den USA sogar in einige Talkshows eingeladen. Auch in Deutschland berichtete man über das Internetphänomen.[18] Aufgrund der Umstände (Gewalttätige Auseinandersetzung Rihanna/Brown) und des Erfolges des Videos, bat das Paar auf ihrer offiziellen Website um Spenden an eine Stiftung, die sich um Opfer von Häuslicher Gewalt kümmert.[19] Nach der Popularität des Internetvideos erreichte auch das Lied wieder höhere Chartplatzierungen.
- Andrew Garcia, Teilnehmer der neunten Staffel des US-amerikanischen Pendants zu Deutschland sucht den Superstar, American Idol, sang während der „Top-10-Show“ (die letzten zehn Kandidaten), welche sich thematisch mit R&B/Soul auseinandersetzen sollte, ein Akustik-Cover des Liedes. Seine nicht-akustische Version des Titels wurde später unter anderem bei iTunes veröffentlicht. Garcia schied wenig später als Neunter aus der Show aus.